# دنيا الوطن
دنيا الوطن صحيفة إلكترونية فلسطينية تأسست في 2003/4/15 . أصبحت في 2013م من المواقع الأكثر زيارة بفلسطين بحسب إحصائيات وترتيب موقع أليكسا إنترنت المتخصص في إحصائيات وترتيب مواقع الأنترنت.
- وكالة شهاب
- المركز الفلسطيني للإعلام
- شبكة فلسطين للحوار

## وصلات خارجية
- الموقع الرسمي